# العلاقات الجزائرية الصومالية
العلاقات الجزائرية الصومالية هي العلاقات الثنائية التي تجمع بين الجزائر والصومال.

## مقارنة بين البلدين
هذه مقارنة عامة ومرجعية للدولتين:
| وجه المقارنة                                              | الجزائر                      | الصومال                        |
| --------------------------------------------------------- | ---------------------------- | ------------------------------ |
| المساحة (كم2)                                             | 2.38 مليون                   | 637.66 ألف                     |
| عدد السكان (نسمة)                                         | 38.81 مليون                  | 14.74 مليون                    |
| الكثافة السكانية (ن./كم²)                                 | 16.31                        | 23.12                          |
| العاصمة                                                   | الجزائر                      | مقديشو                         |
| اللغة الرسمية                                             | اللغة العربية، لغات أمازيغية | اللغة الصومالية، اللغة العربية |
| العملة                                                    | دينار جزائري                 | شلن صومالي                     |
| الناتج المحلي الإجمالي (بليون دولار)                      | 170.37 مليار                 | 7.37 مليار                     |
| الناتج المحلي الإجمالي (تعادل القوة الشرائية) بليون دولار | 582.63 مليار                 |                                |
| الناتج المحلي الإجمالي الاسمي للفرد دولار أمريكي          | 4.21 ألف                     | 549                            |
| الناتج المحلي الإجمالي للفرد دولار أمريكي                 | 14.19 ألف                    |                                |
| مؤشر التنمية البشرية                                      | 0.745                        |                                |
| رمز المكالمات الدولي                                      | +213                         | +252                           |
| رمز الإنترنت                                              | .dz                          | .so                            |
| المنطقة الزمنية                                           | ت ع م+01:00                  | ت ع م+03:00                    |

## مدن متوأمة
في ما يلي قائمة باتفاقيات التوأمة بين مدن جزائرية وصومالية:
- ترتبط الجزائر مع بوصاصو باتفاقية توأمة منذ 1998.

## منظمات دولية مشتركة
يشترك البلدان في عضوية مجموعة من المنظمات الدولية، منها:
| علم المنظمة | اسم المنظمة                                 | تاريخ انضمام الجزائر | تاريخ انضمام الصومال |
| ----------- | ------------------------------------------- | -------------------- | -------------------- |
|             | الأمم المتحدة                               | 8 أكتوبر 1962        | 20 سبتمبر 1960       |
|             | الفريق المعني برصد الأرض                    | 2005                 | ?                    |
|             | جامعة الدول العربية                         | 16 أغسطس 1962        | 14 فبراير 1974       |
|             | صندوق النقد العربي                          | ?                    | ?                    |
|             | منظمة التعاون الإسلامي                      | ?                    | ?                    |
|             | منظمة حظر الأسلحة الكيميائية                | ?                    | ?                    |
|             | منظمة الشرطة الجنائية الدولية               | ?                    | ?                    |
|             | الاتحاد الأفريقي                            | 25 مايو 1963         | ?                    |
|             | البنك الإفريقي للتنمية                      | ?                    | ?                    |
|             | الصندوق العربي للإنماء الاقتصادي والاجتماعي | ?                    | ?                    |
|             | مؤسسة التنمية الدولية                       | 26 سبتمبر 1963       | 31 أغسطس 1962        |
|             | يونسكو                                      | 15 أكتوبر 1962       | 15 نوفمبر 1960       |
|             | الاتحاد البريدي العالمي                     | ?                    | ?                    |
|             | البنك الدولي للإنشاء والتعمير               | 26 سبتمبر 1963       | 31 أغسطس 1962        |
|             | الاتحاد الدولي للاتصالات                    | 3 مايو 1963          | 28 سبتمبر 1962       |
|             | مؤسسة التمويل الدولية                       | 23 سبتمبر 1990       | 31 أغسطس 1962        |
|             | المركز الدولي لتسوية المنازعات الاستشارية   | 22 مارس 1996         | 30 مارس 1968         |

## وصلات خارجية
- موقع وزارة الخارجية الجزائرية
- موقع وزارة الخارجية الصومالية